# Thorri
Según la saga Orkneyinga (siglo XIII), Thorri (nórdico antiguo: 'Þorri' que significa 'Nieve congelada') fue uno de los primeros reyes legendarios de los pueblos nórdicos de Escandinavia, hijo de "Snær ('Nieve') el Viejo" un descendiente de Fornjót.
En el relato Hversu Noregr byggdist ('Como Noruega fue habitada') se cita a Thorri, como rey de Götaland, Kvenland y Finlandia, y padre de dos hijos llamados Nór y Gór, y una hija llamada Gói ('Nieve fina').
Thorri o Þorri también es el nombre islandés de la personificación del hielo o el invierno en la mitología nórdica, también el nombre del cuarto mes de invierno (mediados de enero hasta mediados de febrero) en el calendario islandés, una variante del calendario germánico. Martin Nilsson cree que la personificación de Þorri "Hielo" y Gói "Nieve fina" es exclusivo de Islandia.
El nombre de Þorri ha sido identificado con el dios Thor, la personificación del dios nórdico del trueno.
La personificación tiene relación con la festividad pagana del Þorrablót, que desapareció con el Cristianismo pero que regresó con el resurgir del neopaganismo germánico en el siglo XIX y desde la década de 1960 está asociada a una selección de comida tradicional, conocida como Þorramatur.
| Predecesor: Snær | Rey legendario de Suecia | Sucesor: Nór |